# Alpineskiën op de Paralympische Winterspelen 1998
De VIIe Paralympische Winterspelen werden in 1998 gehouden in Nagano, Japan. België nam geen deel aan deze Paralympische Spelen.
Het alpineskiën staat al vanaf het begin op het programma van de Paralympische Winterspelen. De sport staat onder auspiciën van de Internationaal Paralympisch Comité (IPC). Alpineskiën is een sport voor sporters met een lichamelijke handicap aan verschillende ledematen.
De disciplines waren afdaling, reuzenslalom, slalom en Super G.

## Afdaling

### Mannen
| Klasse      | Snelste Tijd | land | Goud                     | land | Zilver                | land | Brons              |
| ----------- | ------------ | ---- | ------------------------ | ---- | --------------------- | ---- | ------------------ |
| B1,3        | 1:17.63      | ESP  | Juan Carlos Molina       | ITA  | Gianmaria Dal Maistro | ITA  | Bruno Oberhammer   |
| B2          | 1:20.35      | AUT  | Gerhard Pscheider        | AUT  | Kurt Primus           | SVK  | Stefan Kopcik      |
| LW1,3,5/7,9 | 1:10.10      | AUS  | James Lawrence Patterson | NZL  | Mathew Butson         | SVK  | Jozef Mistina      |
| LW2         | 1:10.78      | USA  | Greg Mannino             | AUT  | Andreas Schmid        | SUI  | Fritz Berger       |
| LW4         | 1:06.22      | SUI  | Hans Burn                | AUT  | Hubert Mandl          | AUT  | Robert Meusburger  |
| LW6/8       | 1:05.71      | SUI  | Rolf Heinzmann           | GER  | Markus Pfefferle      | GER  | Frank Pfortmueller |
| LW10        | 1:20.69      | USA  | Chris Waddell            | GER  | Gustav Gross          | SWE  | Ronny Persson      |
| LW11        | 1:18.95      | USA  | John Davis               | FRA  | Raynald Riu           | CAN  | Daniel Wesley      |

### Vrouwen
| Klasse    | Snelste Tijd | land | Goud              | land | Zilver         | land | Brons            |
| --------- | ------------ | ---- | ----------------- | ---- | -------------- | ---- | ---------------- |
| B1-3      | 1:26.61      | ESP  | Magda Amo         | CZE  | Katerina Tepla | FRA  | Pascale Casanova |
| LW2       | 1:23.77      | USA  | Sarah Billmeier   | AUT  | Nicola Lechner | USA  | Maggie Behle     |
| LW3,4,6/8 | 1:16.81      | USA  | Jennifer Kelchner | USA  | Mary Riddell   | AUT  | Nadja Obrist     |
| LW10-11   | 1:34.37      | JPN  | Kuniko Obinata    | USA  | Sarah Will     | SWE  | Cecilia Paulson  |

## Reuzenslalom

### Mannen
| Klasse      | Snelste Tijd | land | Goud            | land | Zilver                | land | Brons                |
| ----------- | ------------ | ---- | --------------- | ---- | --------------------- | ---- | -------------------- |
| B1,3        | 4:33.72      | ITA  | Angelo Zanotti  | ITA  | Gianmaria Dal Maistro | FRA  | Jean-Noel Arbez      |
| B2          | 3:03.64      | ESP  | Eric Villalon   | SVK  | Stefan Kopcik         | AUT  | Gerhard Pscheider    |
| LW1,3,5/7,9 | 3:04.19      | RUS  | Alexei Moshkine | SVK  | Jozef Mistina         | GER  | Gerd Schoenfelder    |
| LW2         | 2:51.37      | USA  | Jason Lalla     | USA  | Monte Meier           | USA  | Greg Mannino         |
| LW4         | 2:34.46      | SUI  | Hans Burn       | SUI  | Michael Bruegger      | NZL  | Steven Bayley        |
| LW6/8       | 2:30.57      | SUI  | Rolf Heinzmann  | GER  | Markus Pfefferle      | AUT  | Wolfgang Moosbrugger |
| LW9         | 2:53.76      | NZL  | Mathew Butson   | USA  | George Sansonetis     | FRA  | Gilles Place         |
| LW10        | 3:11.95      | GER  | Gustav Gross    | AUT  | Andreas Schiestl      | AUT  | Reinhold Sager       |
| LW11        | 1:18.95      | AUT  | Klaus Salzmann  | CAN  | Stacy William Kohut   | GER  | Karl Lotz            |

### Vrouwen
| Klasse        | Snelste Tijd | land | Goud            | land | Zilver              | land | Brons                 |
| ------------- | ------------ | ---- | --------------- | ---- | ------------------- | ---- | --------------------- |
| B1-3          | 2:56.79      | CZE  | Katerina Tepla  | CZE  | Sabina Rogie        | CAN  | Marilyn Winder        |
| B2            | 2:59.41      | ESP  | Magda Amo       | FRA  | Pascale Casanova    | AUT  | Elisabeth Dos-Kellner |
| LW2           | 3:03.28      | AUT  | Danja Haslacher | AUT  | Nicola Lechner      | USA  | Sarah Billmeier       |
| LW3,4,5/7,6/8 | 2:43.57      | USA  | Mary Riddell    | CAN  | Karolina Wisniewska | CAN  | Ramona Hoh            |
| LW10-11       | 3:10.91      | USA  | Sarah Will      | SUI  | Vreni Stoeckli      | JPN  | Kuniko Obinata        |

## Slalom

### Mannen
| Klasse      | Snelste Tijd | land | Goud              | land | Zilver              | land | Brons                    |
| ----------- | ------------ | ---- | ----------------- | ---- | ------------------- | ---- | ------------------------ |
| B1,3        | 2:19.55      | ITA  | Bruno Oberhammer  | FRA  | Jean-Noel Arbez     | ITA  | Gianmaria Dal Maistro    |
| B2          | 2:23.23      | ESP  | Eric Villalon     | SVK  | Stefan Kopcik       | AUT  | Kurt Primus              |
| LW1,3,5/7,9 | 1:51.80      | GER  | Gerd Schoenfelder | SVK  | Jozef Mistina       | USA  | Jacob Rife               |
| LW2         | 1:52.51      | USA  | Monte Meier       | SUI  | Fritz Berger        | SUI  | Juerg Gadient            |
| LW4         | 1:51.96      | SUI  | Hans Burn         | AUT  | Hubert Mandl        | USA  | James Lagerstrom         |
| LW6/8       | 1:52.99      | SUI  | Rolf Heinzmann    | SVK  | Robert Durcan       | GER  | Markus Pfefferle         |
| LW9         | 2:07.15      | NZL  | Mathew Butson     | AUT  | Arno Hirschbuehl    | AUS  | James Lawrence Patterson |
| LW10        | 2:41.38      | JPN  | Masahiro Shitaka  | USA  | Chris Waddell       | AUT  | Reinhold Sager           |
| LW11        | 2:30.14      | AUT  | Juergen Egle      | CAN  | Stacy William Kohut | SUI  | Hans Joerg Arnold        |

### Vrouwen
| Klasse        | Snelste Tijd | land | Goud            | land | Zilver           | land | Brons           |
| ------------- | ------------ | ---- | --------------- | ---- | ---------------- | ---- | --------------- |
| B1-3          | 2:26.04      | CZE  | Katerina Tepla  | CZE  | Sabina Rogie     | CAN  | Marilyn Winder  |
| B2            | 2:19.04      | ESP  | Magda Amo       | FRA  | Pascale Casanova | USA  | Theresa Fancher |
| LW2           | 2:07.84      | USA  | Sarah Billmeier | AUT  | Nicola Lechner   | USA  | Maggie Behle    |
| LW3,4,5/7,6/8 | 2:04.47      | GER  | Reinhild Möller | AUT  | Nadja Obrist     | USA  | Mary Riddell    |
| LW10-11       | 2:40.16      | USA  | Sarah Will      | JPN  | Tatsuko Aoki     | USA  | Muffy Davis     |

## Super-G

### Mannen
| Klasse      | Snelste Tijd | land | Goud             | land | Zilver              | land | Brons               |
| ----------- | ------------ | ---- | ---------------- | ---- | ------------------- | ---- | ------------------- |
| B1,3        | 2:12.80      | ITA  | Angelo Zanotti   | FRA  | Jean-Noel Arbez     | ITA  | Bruno Oberhammer    |
| B2          | 1:27.01      | ESP  | Eric Villalon    | AUT  | Kurt Primus         | SVK  | Stefan Kopcik       |
| LW1,3,5/7,9 | 1:32.59      | NZL  | Kevin O'Sullivan | USA  | Jacob Rife          | SVK  | Jozef Mistina       |
| LW2         | 1:19.86      | USA  | Greg Mannino     | GER  | Michael Hipp        | SUI  | Juerg Gadient       |
| LW4         | 1:13.23      | AUT  | Hubert Mandl     | SUI  | Hans Burn           | CAN  | Mark Ludbrook       |
| LW6/8       | 1:12.34      | SUI  | Rolf Heinzmann   | GER  | Markus Pfefferle    | GER  | Frank Pfortmueller  |
| LW9         | 1:19.59      | NZL  | Mathew Butson    | AUT  | Arno Hirschbuehl    | USA  | George Sansonetis   |
| LW10        | 1:30.41      | GER  | Gustav Gross     | USA  | Chris Waddell       | GER  | Martin Braxenthaler |
| LW11        | 1:24.10      | CAN  | Daniel Wesley    | CAN  | Stacy William Kohut | FRA  | Raynald Riu         |

### Vrouwen
| Klasse        | Snelste Tijd | land | Goud            | land | Zilver              | land | Brons                 |
| ------------- | ------------ | ---- | --------------- | ---- | ------------------- | ---- | --------------------- |
| B1-3          | 1:17.62      | CZE  | Katerina Tepla  | CAN  | Marilyn Winder      | CZE  | Sabina Rogie          |
| B2            | 1:15.23      | ESP  | Magda Amo       | FRA  | Pascale Casanova    | AUT  | Elisabeth Dos-Kellner |
| LW2           | 1:15.68      | AUT  | Danja Haslacher | USA  | Sarah Billmeier     | AUT  | Nicola Lechner        |
| LW3,4,5/7,6/8 | 1:08.48      | GER  | Reinhild Möller | CAN  | Karolina Wisniewska | USA  | Mary Riddell          |
| LW10-11       | 1:23.84      | USA  | Sarah Will      | JPN  | Kuniko Obinata      | SWE  | Cecilia Paulson       |

## Deelnemende landen Alpineskiën 1998
- ESP
- ITA
- GBR
- FIN
- SWE
- FRA
- SLO
- ITA
- AUT
- SVK
- USA
- JPN
- AUS
- NZL
- RUS
- KOR
- ESP
- GER
- CAN
- SUI
- DEN
- NED
- NOR
- CZE
- RSA

Alpineskiën · Biatlon · Langlaufen · Priksleeën · Sledgehockey
1976 · 1980 · 1984 · 1988 · 1992 · 1994 · 1998 · 2002 · 2006 · 2010 · 2014 · 2018 · 2022